# Karl Friedrich von Gemmingen (Kammerherr)

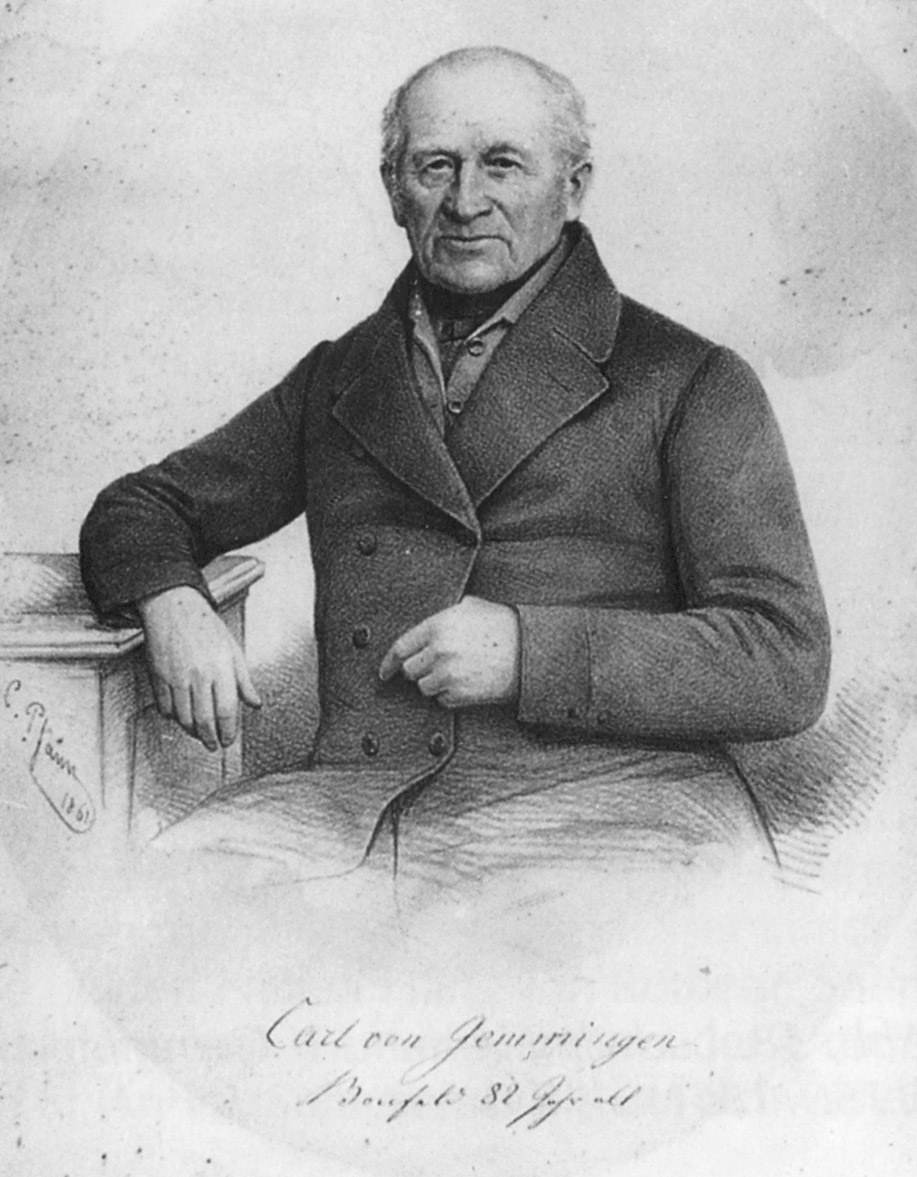
Karl Friedrich von Gemmingen

Karl Friedrich von Gemmingen (* 11. Februar 1779 in Heilbronn; † 21. April 1871 in Bonfeld) war königlich württembergischer Kammerherr und Kreisforstrat des Donaukreises. Er war der letzte lebende Schüler der Karlsschule in Stuttgart, die er vor seiner Hinwendung zum Forstwesen zeitweilig besucht hatte.

## Leben
Karl Friedrich entstammt dem 2. Ast (Bonfeld) der II. Linie (Gemmingen und Guttenberg) der Freiherren von Gemmingen. Er war ein Sohn des Ludwig Eberhard von Gemmingen-Guttenberg (1750–1841) und der Louise Auguste Freiin von Saint-André (1752–1815). Er besuchte ab 1790 die Karlsschule in Stuttgart, kam aber von einer Militärlaufbahn ab und widmete sich dem Forstwesen. Herzog Ludwig Eugen von Württemberg ernannte ihn 1794 zum Forst-Pagen. 1797 wurde er Hof- und Jagdjunker, 1804 Hofoberforstmeister und Kammerherr. 1806 war er Oberforstmeister in Heidenheim, 1812 Oberforstmeister I. Klasse in Urach. 1817 wurde er Kreisoberforstmeister und später Kreisforstrat beim Donaukreis in Ulm. 1840 trat er in den Ruhestand, den er in Bonfeld verlebte. 
Der Gemminger Familienbesitz in Bonfeld, Guttenberg, Dammhof und Niedersteinach wurde von Karl Friedrich gemeinsam mit seinen Brüdern Philipp Albrecht (1782–1852) und Ludwig Reinhard (1777–1852) als Kondominat verwaltet. Das Kondominat bestand bis 1932.
Als sich während der Badischen Revolution 1849 badische Truppen auf der Flucht vor Freischärlern nach Bonfeld flüchteten, setzte er sich auf dem Rathaus erfolglos für die Einquartierung der abgehetzten Truppe ein. Die Soldaten kamen schließlich in den beiden Bonfelder Schlössern unter und wurden von einem aufgebrachten Mob belagert. Nur der Einsatz der Heilbronner Bürgerwehr unter Bernhard Nickel ermöglichte den sicheren Abzug der Soldaten. Karl Friedrich von Gemmingen erreichte das hohe Alter von 92 Jahren.
1837 wurde er für seine Verdienste um den Ausbau der württembergischen Forstverwaltung mit dem Ritterkreuz des Ordens der württembergischen Krone ausgezeichnet.

## Familie
Er war mit Juliane von Saint-André (1782–1856) verheiratet. Seine Nachkommen bilden das 1. Haus (Guttenberg) innerhalb des 2. Zweigs (Bonfeld Unterschloss) aus dem 2. Ast (Bonfeld-Guttenberg) der II. Linie (Gemmingen, Guttenberg) der Freiherren von Gemmingen.
Nachkommen:
- Luise Charlotte (* 1814) ⚭ Friedrich Schott von Schottenstein
- Gustav Ludwig Ernst (1812–1868) ⚭ Karoline Cotta von Cottendorf (1827–1891)